# Муньїко
Муньїко (ісп. Muñico) — муніципалітет в Іспанії, у складі автономної спільноти Кастилія-і-Леон, у провінції Авіла. Населення — 123 особи (2010).
Муніципалітет розташований на відстані близько 120 км на захід від Мадрида, 28 км на захід від Авіли.
На території муніципалітету розташовані такі населені пункти: (дані про населення за 2010 рік)
- Муньїко: 111 осіб
- Рінконада: 12 осіб

## Демографія
Динаміка населення (INE ):